# 滨江 (北江)
滨江，位于中华人民共和国广东省清远市清新区境内，是北江右岸支流，发源于清新县北部大雾山的大塝村，东南流经石潭镇、浸潭镇、龙颈镇和太和镇，最后于清新县与清城区交界的飞水口汇入北江。河长100千米，河道平均比降0.81‰，流域面积1728平方千米，年均径流量25.94亿立方米。滨江上游景色秀丽，森林覆盖率高，是著名的桃源生态旅游区；中下游平原广大，是清新县重要的农业区。